# Kensington (Connecticut)
Pour les articles homonymes, voir Kensington.
Kensington est une census-designated place et une section de la ville Berlin située dans le comté de Hartford au Connecticut (États-Unis). Lors du recensement de 2010, Kensington avait une population totale de 8 459 habitants.

## Géographie
Selon le Bureau du Recensement des États-Unis, la superficie de la ville est de 14,0 km2, dont 13,6 km2 de terres et 0,4 km2 de plans d'eau (soit 2,95 %).

## Démographie
D'après le recensement de 2000, il y avait 8 541 habitants, 3 307 ménages, et 2 375 familles dans la ville. La densité de population était de 626,9 hab/km2. Il y avait 3 377 maisons avec une densité de 247,9 maisons/km2. La décomposition ethnique de la population était : 96,39 % blancs ; 0,23 % noirs ; 0,07 % amérindiens ; 2,32 % asiatiques ; 0,02 % natifs des îles du Pacifique ; 0,22 % des autres races ; 0,74 % de deux ou plus races. 1,49 % de la population était hispanique ou Latino de n'importe quelle race.
Il y avait 3 307 ménages, dont 31,0 % avaient des enfants de moins de 18 ans ; 60,6 % étaient des couples mariés ; 8,3 % avaient une femme qui était parent isolé ; et 28,2 % étaient des ménages non-familiaux. 24,6 % des ménages étaient constitués de personnes seules et 13,7 % de personnes seules de 65 ans ou plus. Le ménage moyen comportait 2,56 personnes et la famille moyenne avait 3,09 personnes.
Dans la ville la pyramide des âges était 22,9 % en dessous de 18 ans, 6,1 % de 18 à 24 ans, 27,4 % de 25 à 44 ans, 25,2 % de 45 à 64 ans, et 18,4 % qui avaient 65 ans ou plus. L'âge médian était 42 ans. Pour 100 femmes, il y avait 90,9 hommes. Pour 100 femmes de 18 ans ou plus, il y avait 88,5 hommes.
Le revenu médian par ménage de la ville était 60 500 dollars US, et le revenu médian par famille était de 73 110 $. Les hommes avaient un revenu médian de 45 707 contre $34 167 pour les femmes. Le revenu par habitant de la ville était de $25 030. 3,3 % des habitants et 1,2 % des familles vivaient sous le seuil de pauvreté. 0,9 % des personnes de moins de 18 ans et 9,3 % des personnes de plus de 65 ans vivaient sous le seuil de pauvreté.